# Cissampelos owariensis
Cissampelos owariensis là một loài thực vật có hoa trong họ Biển bức cát. Loài này được P.Beauv. ex DC. mô tả khoa học đầu tiên năm 1824.